# Theodore E. Hancock

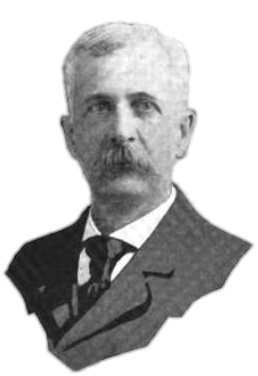
Theodore E. Hancock

Theodore E. Hancock (* 30. Mai 1847 in Granby, New York; † 19. November 1916 in Syracuse, New York) war ein US-amerikanischer Jurist und Politiker (Republikanische Partei). Er war von 1894 bis 1898 Attorney General von New York.

## Werdegang
Theodore E. Hancock, Sohn von Mary Williams und Freeman Hancock, wurde während des Mexikanisch-Amerikanischen Krieges im Oswego County geboren. Seine Jugendjahre waren vom Bürgerkrieg überschattet. Er graduierte 1867 am Falley Seminary in Fulton (New York) und 1871 an der Wesleyan University. Danach studierte er Jura an der Columbia Law School, wo er einen Bachelor of Laws machte. Seine Zulassung als Anwalt erhielt er 1873 und begann dann in der Kanzlei von Bangs & North in New York City zu praktizieren. Einige Jahre später zog er nach Syracuse (New York), wo er die Anwaltspraxis Gilbert & Hancock mitgründete. 1879 gründete er die Kanzlei Hancock, Beach, Peck & Devine in Syracuse. Sein Sohn Stewart F. Hancock wurde als modern-day founder of the firm betrachtet. 1994 trat sein Enkel Stewart F. Hancock junior erneut der Kanzlei bei, nachdem er am New York Court of Appeals diente. Theodore E. Hancock bekleidete den Posten als Friedensrichter. Von 1890 bis 1892 war er Bezirksstaatsanwalt im Onondaga County. 1893 wurde er zum Attorney General von New York gewählt und 1895 wiedergewählt. Er kandidierte 1899 für den Posten als Bürgermeister von Syracuse (New York).

## Ehrungen
- 1897: Ehrendoktor in Jura von der Wesleyan University

## Familie
Am 7. Juni 1882 heiratete er Martha B. Connelly aus Wheeling (West Virginia). Das Paar bekam drei Kinder:
- Stewart F. Hancock (* 4. April 1883) graduierte 1905 an der Wesleyan University und 1907 an der Syracuse University Law School. Seine Zulassung als Anwalt erhielt er 1907 und begann dann in der Kanzlei Hancock, Hogan & Hancock zu praktizieren.
- Clarence E. Hancock (* 13. Februar 1885) graduierte 1906 an der Wesleyan University und 1908 an der New York Law School. Seine Zulassung als Anwalt erhielt er 1908 und begann dann in der Kanzlei Hancock, Spriggs & Hancock zu praktizieren. Von 1927 bis 1945 war er Kongressabgeordneter für den 35. Kongresswahlbezirk von New York.
- Martha Hancock besuchte die Syracuse University und das Wesleyan College.